# Музей Наукового товариства імені Шевченка
Музей Наукового товариства імені Шевченка у Львові — перший етнографічний музей на теренах Галичини, заснований 1895 року при Науковому товаристві імені Шевченка у Львові. На його базі у 1951 році створений Державний музей етнографії та художнього промислу АН УРСР у Львові.

## Історія
Датою заснування закладу більшість дослідників вважає 1895 рік — коли на засіданні президії Наукового товариства імені Шевченка було ухвалене рішення про утворення «національного музею». Велику роль у його подальшій розбудові відіграв Михайло Грушевський — голова товариства в 1897—1913 роках, а також члени етнографічної та музейної комісій — Іван Франко, Федір Вовк, Володимир Гнатюк, Володимир Шухевич, Осип Роздольський та ін. Неодноразові відозви і звернення до населення, наукові експедиції під керівництвом членів НТШ, участь в організації етнографічних, художніх, промислових та ін. виставок сприяли успішному формуванню музейного зібрання. У його поповненні брали активну участь й відомі діячі науки та культури Наддніпрянської України — Микола Біляшівський, Василь Тарновський, Данило Щербаківський, Василь Кричевський та ін.
У перший період свого існування (1895—1920) був відомий як Етнографічний музей або Музей старинностей. 1910 року відкритий для огляду, в залах його найбільшого — етнографічного — розділу експонувалися зразки декоративно-ужиткового мистецтва, народних ремесел і промислів, предметів побуту та знарядь праці переважно з Гуцульщини й центральних регіонів України (Полтавщини, Київщини, Чернігівщини, частини Поділля), а також з Волині, Бойківщини, Лемківщини, Буковини, Закарпатської України та ін. Навесні 1913 року о. Михайло Зубрицький, парох бойківського с. Мшанець, купив на Бойківщині 78 речей — знаряддя для переробки льону, конопель і ткання полотна, що було зареєстроване у «Хроніці НТШ» ч. 55.
З кінця 1912 року заклад містився у спеціально придбаному для нього товариством будинку. За даними Тимчасового каталогу музею, перед початком першої світової війни до складу його зібрання входило понад 9 тис. пам'яток з етнографії й понад 5 тис. з археології часів палеоліту, неоліту, бронзової доби, скіфського періоду й Київської Русі. Крім того, в його фондах зберігалися церковні старожитності, меморіальні пам'ятки, цінні історичні й природничі колекції, на основі яких згодом утворилися 2 самостійні музеї — природописний (1912) та історично-воєнних пам'яток (1937). Мав музей і галерею портретів визначних українських діячів науки і мистецтва та збірку їхніх автографів, подаровану Володимиром Антоновичем, П. Житецьким й ін. Поступово заклад перетворився на своєрідний центр дослідження національної культури, побуту і народних традицій, значення та обсяги роботи якого вийшли далеко за межі діяльності товариства.
У 1920-х–1930-ті роках мав назви Український національний музей ім. Шевченка, Культурно-історичний музей. 1940 року був реорганізований у Державний етнографічний музей, а від 1951 року — Український державний музей етнографії і художнього промислу у віданні АН УРСР (нині — Музей етнографії та художнього промислу Інституту народознавства НАН України у Львові).

## Галерея

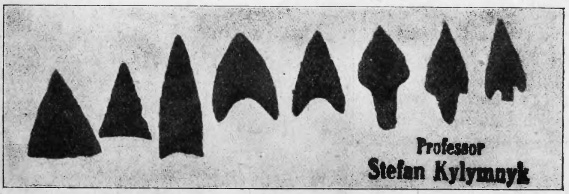
Кремінні стрілки з Овруччини, що зберігалися в музеї
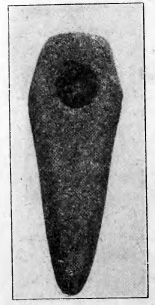
Камінна сокира з недокінченою дірою, з Овруччини, що зберігалася в музеї
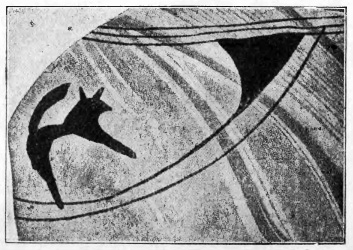
Черепок глиняної посудини з малюнком собаки, знайдений в Більче-Золотому, що зберігався в музеї
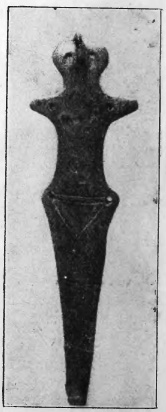
Глиняна фігурка людської подоби
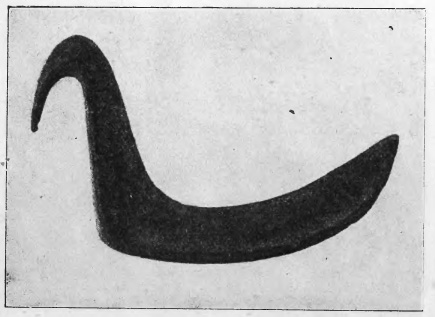
Бронзовий серп з галицького Підкарпаття, що зберігався в музеї